# Nymphon crenatiunguis
Nymphon crenatiunguis is een zeespin uit de familie Nymphonidae. De soort behoort tot het geslacht Nymphon. Nymphon crenatiunguis werd in 1946 voor het eerst wetenschappelijk beschreven door Barnard. 